# Marie Friberg
Maria Vilhelmina Friberg, känd som Marie Friberg, sist folkbokförd som Leman, född 5 januari 1852 Sankt Nikolai församling i Stockholm, död 16 september 1934 i Paris, dock skriven på församlingen i Hedvig Eleonora församling i Stockholm, var en svensk sångerska (alt), i Kungliga operans kör och förmodad älskarinna åt Oscar II, och med honom mor till två söner. Enligt uppgift från Aftonbladet ska de ha hetat Nils och August Ekstam, August föddes 1878.

## Biografi
År 1883 uppmärksammades Marie Friberg då hon uppträdde på Nya Teatern i Stockholm i ett sagospel av August Strindberg (i rollen som bruden i Lycko-Pers resa) med Oscar II:s namnchiffer i brudkronan. Detta slogs upp i pressen och resulterade i en officiell anmärkning från hovet. Kungen såg till att hon fick provspela för rollen som Carmen, men hon fick endast provsjunga.
Rykten förekom redan på Fribergs tid. En landsortstidning rapporterar om att Friberg inte blev gammal vid teatern ”utan återgick ganska snart till privatlifvet, hvilket hon så mycket hällre kunde göra som hon blef husägarinna och hade råd att bestå sig med eget ekipage o. s. v.”. En annan landsortstidning berättar att hon väckte uppseende genom ”sina dyrbara toaletter, pä hwilka blänkte en hel exposition af ’kungliga’ juveler”. Tidningen fortsätter. ”Hon war äfwen, owanligt nog, betydligt förmögen samt egarinna af ett präktigt stenhus, för hwilken rikedom hon sades hafwa att tacka en ’hög’ beskyddares frikostighet”.
Enligt rykten som Martin Stugart framfört i en artikel i Dagens Nyheter hade Oscar II legat bakom uppförandet av ett hus på Kungsgatan 51 med sex paradvåningar som innehöll åtta eller tio rum och kök var. Huset byggdes 1889–1890. Det sägs att Friberg som var en av kungens hålldamer bodde där under en tid med deras två söner. I maj 1891 gifte sig dock Friberg med adelsmannen Pascal d’Aubebard vicomte de Ferussac, och han adopterade de två pojkarna som utpekats som kungens barn. Redan två år senare, 1893, kom hon att gifta om sig med Edvard Leman (1841–1922). Giftermålet med Edvard Leman ägde rum i Paris, dit Edvard Leman samtidigt flyttat.
Friberg överfördes 1896 till boken över obefintliga, dock med beteckningen ogift och under sitt flicknamn; detta tyder på att hennes äktenskap då inte registrerats i folkbokföringen. Hon kan alltså ha utvandrat redan innan 1891. Hon är begravd på Norra begravningsplatsen i Stockholm tillsammans med föräldrarna handelsmannen C.J. Friberg och Wilhelmina Charlotta, ogift Edberg.